# Celinnyj (rejon pierielubski)
Celinnyj (ros. Целинный) – osiedle w Rosji, w obwodzie saratowskim, w rejonie pierielubskim. W 2010 liczyło 686 mieszkańców.